# Теляк (Муреш)
Теляк (рум. Teleac) — село у повіті Муреш в Румунії. Входить до складу комуни Горнешть.
Село розташоване на відстані 268 км на північ від Бухареста, 22 км на північний схід від Тиргу-Муреша, 91 км на схід від Клуж-Напоки, 129 км на північний захід від Брашова.

## Населення
За даними перепису населення 2002 року у селі проживали 402 особи.
Національний склад населення села:
| Національність | Кількість осіб | Відсоток |
| -------------- | -------------- | -------- |
| румуни         | 394            | 98,0%    |
| угорці         | 8              | 2,0%     |

Рідною мовою назвали:
| Мова      | Кількість осіб | Відсоток |
| --------- | -------------- | -------- |
| румунська | 395            | 98,3%    |
| угорська  | 7              | 1,7%     |